# Szu’ajna
Szu’ajna (arab. شعينة) – wieś w Syrii, w muhafazie Aleppo, w dystrykcie Dżarabulus. W 2004 roku liczyła 924 mieszkańców.